# Nyugdíjak Svédországban
A svéd nyugdíj három forrásból érkezhet:

Az általános nyugdíjról(amely jövedelemalapú nyugdíjból és prémium nyugdíjból áll)
bővebben itt olvashatsz.
A magánnyugdíjpénztári tagság nem kötelező.
A szolgálati nyugdíj folyósítása a munkahelyi kollektív szerződésektől és munkáltatóktól függ.
- A magánszektorban dolgozó "kékgallérosok" (kb. 2.8 millió fő-építőmunkások, villanyszerelők, hotelek alkalmazottai, pékek, nyomdászok stb.) kollektív szerződését (SAF-LO-Svenska Arbetsgivareföreningen + Landsorganisationen i Sverige) a Fora menedzseli.
- A magánszektorban dolgozó "fehérgallérosok" (kb. 2 millió fő- professzionális munkavállalók) kollektív szerződését ( ITP - Industrins och handelns tilläggspension) a Collectum menedzseli.
- A városi és megyei alkalmazottak/tisztségviselők (kb. 1 millió fő, ide tartoznak pl. a zenészek és színészek is) kollektív szerződéseit (A/KAP-KL, - Avgiftsbestämd KollektivAvtalad Pension- kommun och landsting) a Pensionsvalet vagy a Valcentralen menedzseli.
- A kormányzati dolgozók (kb. 500000 fő) kollektív szerződését (Pensionsavtal PA-03) az SPV menedzseli.

## ITP-Industrins och handelns tillägspension(Ipari és kereskedelmi dolgozók kiegészítő nyugdíja)
Az ITP a PTK és a Svenska Näringsliv közti kollektív szerződés eredménye. A PTK (Privattjänstemannakartellen) egy szakmai ernyőszervezet amely 26 "fehérgalléros" tagszervezetet tömörít. A Svenska Näringsliv az ipari munkaadók ernyőszervezete, 49 tagszervezettel. Az ITP öregségi és rokkantsági nyugdíjat is tartalmaz.
Attól függően, hogy mikor született valaki, az ITP1, vagy ITP2 nyugdíjtervbe tartozik.
- ITP1
 az 1979 után születettek nyugdíjterve, a járulék (befizetés) előre meghatározott, a nyugdíj mértéke változhat.
- ITP2
 az 1978 előtt születettek nyugdíjterve, a járadék (nyugdíj) mértéke fix, az efölötti (prémium) rész változhat.
- ITPK